# 熱血行進曲
《熱血行進曲》（又译作，日版直譯為“下町熱血行進曲 前進大運動會”）是1990年10月12日由Technōs Japan發售在紅白機的動作遊戲。1992年7月14日在日本Game Boy版平臺重製，以《下町熱血行進曲 到處都是大運動會》（ダウンタウン熱血行進曲 どこでも大運動会）的命名發行。後來由亞克系統（Arc System Works）於任天堂DS發售重製版《國夫君的超熱血!大運動會》（くにおくんの超熱血!大運動会），2015年3月5日在PlayStation 3發售另一部重製版《熱血行進曲 All Star Special》（ダウンタウン熱血行進曲 それゆけ大運動会 ～オールスタースペシャル～），並首次全球發行，英文版命名為《River City Super Sports Challenge ~All Stars Special~》。
本作由亞克系統於2020年2月20日在任天堂Switch和PlayStation 4歐美地區發行的《雙截龍系列 + 熱血系列懷舊合集》（Double Dragon & Kunio-kun: Retro Brawler Bundle）中收錄，並首次英文本地化。
2023年9月6日，本作透過任天堂Switch Online釋出了對應任天堂Switch的西方版本（日版已於2019年8月21日推出），內容仍然是採用日語。

## 故事
冷峰學園學生會為了對學生會前會長山田做的壞事賠禮，提議和其他學校一同舉辦運動會。然而承辦運動會的新會長藤堂，非但沒有道歉之意，更企圖藉由運動會剷除冷峰學園以外的勢力，將內容設計成激烈的競技，冷峰學園則是由雙龍兄弟領軍的超強力隊伍。原本以為不會有人來參加，但國夫（國雄）率領的熱血高校隊、阿力（呂奇）帶領的花園高校隊及豪田所召集的各校隊伍卻悠然表明參加意願。於是藤堂策劃的運動會便由這4支隊伍進行比賽。

## 系統
遊戲是以主角國夫率領的熱血高校隊為首，全4隊伍進行越野賽與打彩球等競技，比賽得點的遊戲。發售時間在《熱血足球》之後，並繼承了《熱血物語》遊戲操作方式。《熱血物語》全篇以故事連貫進行曲，而本作則是著重於享受運動會的樂趣。遊戲沒有存檔功能，不過設計上可以在比較短的時間內分出勝負。各種比賽項目乍看之下似乎是健全的運動遊戲，但因為規則上容許比賽中攻擊與使用武器，能夠直接妨害對手，甚至是比賽擺一邊進行亂鬥。最多可以4人同時線上對戰。
FC版、PCE版有4種，GB版準備了5種競技項目。各項競技可以設定次數、制限時間，2人以上遊戲時，更可以設定參加項目及項目順序。共通規則為，絆倒對手、撿拾道具時加分，被對手擊倒則扣分。在單人遊戲時，各項競技必須至少進行2次（或3次）以上。而各項競技結束時，若隊伍的累計積分未能達到第一名，將直接遊戲結束。
夢見鎮越野賽
於冷峰學園所在的夢見鎮內賽跑，競爭排名。比賽路線從冷峰學園開始，途中穿越街道、公園、他人的住宅與庭院、屋頂，甚至在下水道游泳等，最後回到冷峰學園。
通過各檢查點時依順位加算分數（終點的得分比其他檢查點要更高）。若無法在制限時間以內抵達終點則參加的比賽無效，無法獲得相應名次的分數。
在長捲軸區域，當落後選手和先頭跑者差距太遠而被擠出畫面時，將視為離開路線而扣分。
鳴槍前偷跑3次，體力將變成0而失去資格；在下水道溺水昏厥也會失去資格。離開該次競技的隊伍會被扣分。
背景音樂是使用德國作曲家赫曼·尼克創作的E小調舞曲《郵遞馬車》。
房間障礙賽
通過各式各樣設有障礙的房間，競爭名次。和越野賽的不同點在於各房間都是1個畫面，不會有離開路線的狀況。而限制時間為每個房間分別計算，即使逾時也只是無法獲得分數，並不會變成無效比賽。以通過房間的次序加算分數。
和越野賽相同的部分是，偷跑3次則出局。體力變成0時也會失去資格，離開該次競技的隊伍會被扣分。
爬桿子打彩球　（FC版、PCE版）
2隊1組（組合為隨機）比賽誰先打破設置在中央上方的紅色彩球。彩球下方有2根桿子，爬上桿子用拳頭打破彩球。2根桿子位置非常接近，能夠在桿子上攻擊，將攀爬中或旁邊的對手打落。體力變成0時雖然會失去資格，但此在項目不會扣分。
生存格鬥大會
在冷峰學園校舎側面的擂台上進行殊死戰（battle royal），逐一淘汰體力用盡或掉出擂台外的選手。最後存留在擂台上的選手為優勝者，若制限時間內無法分出勝負則該場比賽無效。擁有必殺技的選手可以在此項競技中使用。PCE版設計了2種不同外觀的擂台，每次比賽時會改變（其中柔道場不會掉出擂台外）。
格鬥吃麵包　（GB版）
搶奪落下的1條法國麵包，競爭咬到麵包的次數。如果能夠持續啃食麵包，將會在一定時間內吞下而結束比賽。
炸彈捉迷藏　（GB版）
以輪盤決定誰當鬼後，鬼會拿到1顆炸彈。炸彈可以推給倒地的選手，持有炸彈經過一定時間或制限時間結束時炸彈將會爆炸，最後持有炸彈的選手為輸家。唯有本項目不存在體力的要素，無論遭到多激烈的傷害都不會失去資格，但最後持有炸彈的選手體力將變成0，被爆風波及到的選手體力將減半。而限制時間結束時，接觸到畫面爆炸效果的選手都會強制體力變成0。

## 相關項目
- 熱血新紀錄（續作）

## 外部連結
- バーチャルコンソール ダウンタウン熱血行進曲 それゆけ大運動会 （页面存档备份，存于）
- ダウンタウン熱血行進曲 それゆけ大運動会 ～オールスタースペシャル～ （页面存档备份，存于）